# Ken Laidlaw

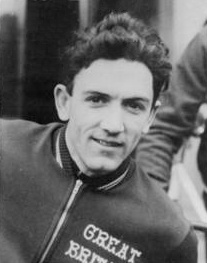
Ken Laidlaw

Thomas A. Kenneth „Ken“ Laidlaw (* 16. März 1936 in Hawick, Schottland) war ein britischer Radrennfahrer.

## Sportliche Laufbahn
Laidlaw war Teilnehmer der Olympischen Sommerspiele 1960 in Rom. Er wurde im olympischen Straßenrennen beim Sieg von Wiktor Kapitonow als 53. klassiert. Im Mannschaftszeitfahren kam das britische Team mit Laidlaw, Jim Hinds, Bill Holmes und Bill Bradley auf den 14. Rang.
Laidlaw begann 1951 mit dem Radsport. Er siegte in der Tour of Scotland 1957 und gewann die schottischen Meisterschaften im Straßenrennen und im Einzelzeitfahren. 1958 gewann er das Etappenrennen Tour of the Border mit einem Etappensieg. 1959 wurde er schottischer Meister im Querfeldeinrennen und bestritt die Tunesien-Rundfahrt, die er beim Sieg von Göran Karlsson als 10. beendete, sowie die Schweden-Rundfahrt. 1960 wurde er erneut Zeitfahrmeister in Schottland. In der Internationalen Friedensfahrt belegte er 1960 den 30. Rang im Endklassement, 1961 wurde er als 31. klassiert.
1961 und 1962 fuhr er als Berufsfahrer im Radsportteam Mardnard-Paloma in Frankreich. In der Tour de France war er 1961 am Start und erreichte Paris auf dem 65. Platz. Für seine Aktivität auf der 16. Etappe wurde er als kämpferischster Fahrer ausgezeichnet.

## Berufliches
1964 übersiedelte er in die USA, wo er in seinem erlernten Beruf als Tischler arbeitete.